# Rey de Italia
El rey de Italia fue el título adoptado por algunos gobernantes de la península italiana, de acuerdo con Diodoro Sículo (6.5.1), el primero en ser considerado rey fue Picus, siendo también llamado el "primer rey del Lacio".
El término se siguió utilizando incluso cuando no existió una Italia unificada, entre la desaparición del reino ostrogodo (553) y la unificación de Italia (1861–1870).

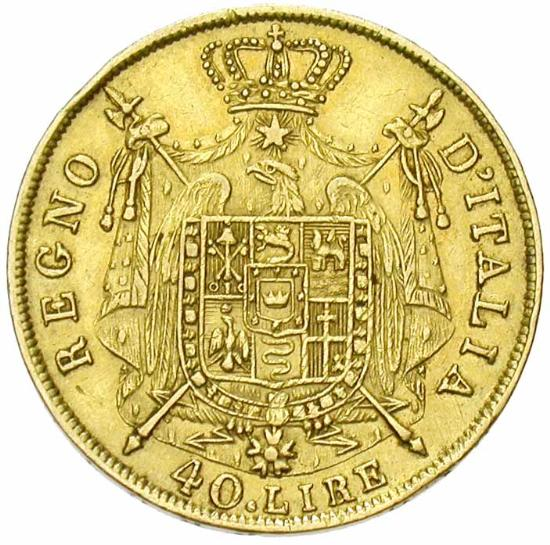
Moneda de 40 liras con la inscripción Regno d'Italia.

## Virreinato bizantino
Después de la caída del usurpador Rómulo Augústulo en 476, el líder de los foederati destinados en Italia, Flavio Odoacro fue nombrado dux Italiae (duque de Italia) por el emperador Flavio Zenón. Por ello, se discute si él fue el primer virrey o fue Flavio Teodorico, quien si se llamó así mismo rex y fue reconocido como tal por su señor, el emperador. 
En 493, Teodorico derrotó a Odoacro, comenzando así el reinado de la dinastía de los Amelungos en Italia. El poder ostrogodo acabó con la muerte de Teya (552), cuando Italia fue reconquistada por Justiniano I en el 535, después de que los ostrogodos se intentasen separar del Imperio.

### Virreyes ostrogodos
- Flavio Teodorico (Thiudoric) 492-526
- Atalarico (Atthalaric) 526-534
- Teodato (Thiudahad) 534-536
- Vitiges (Wittigeis) 536-540
- Hildibaldo o ildebaldo o Ildebad (Hildibald) 540-541
- Erarico (Heraric, Ariaric) 541
- Totila o Baduila, llamado «El Inmortal» 541-552
- Teya o Teias (Theias) 552-553

## Lombardos
Alboíno lideró a los lombardos en Italia en 568, haciéndose con el norte de Italia, conociéndose esa región como Lombardía.
- Alboino o Alboíno (568 - 572)
- Clefi o Clef (572 - 574)

Período de los duques (Interregno de diez años)
- Autario (584 - 590), hijo de Clefi
- Agilulfo (591 - c.616), primo de Autario
- Adabaldo o Adaloaldo (c.616 - c.626)
- Arioaldo (c.626 - 636)
- Rotario (636 - 652)
- Rodoaldo (652 - 653)
- Ariberto I o Ariperto I (653 - 661)
- Pertarito y Godeberto (661 - 662)
- Grimoaldo (662 - 671)
- Pertarito (671 - 688) (restaurado desde el exilio) 
  - Alahis (688 - 689), rebelde
- Cuniberto (688 - 700)
- Liuperto o Liuberto (700 - 701)
- Ragimberto (701)
- Ariberto II o Ariperto II (701 - 712)
- Ansprando o Asbrando (712)
- Liutprando (712 - 744)
- Hildebrando (744)
- Ratgiso o Ratquis de Friuli (744 - 749)
- Astolfo (749 - 756)
- Desiderio (756 - 774), en conjunto con Adelchis (759 - 774)

## Reyes francos (781-963)
Pipino de Italia, tercer hijo de Carlomagno, es coronado rey de Italia por el papa Adriano I en 781. Reinaba en el norte de Italia, mientras que Italia central se convertía en los Estados Pontificios.
- Pipino de Italia: 781-810
- Bernardo I de Italia: 810-818
- Lotario I: 818-839
- Luis II el Joven: 839-875
- Carlos el Calvo: 875-877
- Carlomán de Baviera: 877-879
- Carlos III el Gordo: 879-888

Entre 888 y 961, había normalmente más de un solicitante al trono de Italia, incluso más de un Emperador.
- Berengario de Friuli: 888-924, rey rival; Emperador 915-924
- Guido de Spoleto: 889-894, rey rival; Emperador 891-894
- Lamberto de Spoleto: 894-898, rey rival, cogobernante desde 892; Emperador 894-898
- Arnulfo de Carintia: 896-899, rey rival; Emperador 896-899
- Luis III el Ciego: 900-905, rey rival; Emperador 901-905
- Rodolfo II de Borgoña: 922-933, rey rival
- Hugo de Arlés: 924-947, rey rival hasta a 933
- Lotario II de Italia: 947-950

En 951 Otón I invadió Italia y fue coronado con la Corona de Hierro de Lombardía. En 952, Berengario y Adalberto se convirtieron en sus vasallos, pero quedaron como reyes hasta ser depuestos por Otón.
- Berengario II de Italia: 950-961, nominalmente sub-rey bajo Otón I el Grande después de 953 
  - Adalberto II de Italia: 950-963, correy

## Reyes bajo el Sacro Imperio Romano Germánico (962-1556)
De 962 hasta 1806, el reino de Italia se incluía en el Sacro Imperio Romano Germánico, y los emperadores eran también reyes de Italia. El único solicitante independiente accedió en este periodo fue Arduino. 
Asimismo, después del reinado de Federico I Barbarroja (1152-1190), la autoridad imperial en Italia era cada vez más desafiada por las ciudades-Estado italianas y los emperadores tenían que basar su gobierno en la cooperación con algunos de estos Estados.
- Otón I el Grande: 962-973
- Otón II el Rojo: 980–983
- Otón III: 996-1002
- Arduino de Ivrea: 1002-1014
- Enrique II: 1014-1024
- Conrado II: 1027-1039
- Enrique III: 1039-1056
- Enrique IV: 1080-1093
- Conrado II de Italia: 1093-1098
- Enrique V: 1098-1125
- Lotario II: 1125-1137
- Conrado III: 1138-1152
- Federico I Barbarroja: 1152-1190
- Enrique VI: 1191-1197
- Otón IV: 1198-1212

## Etapa Napoleónica (1805-1814)
En 1805 Napoleón Bonaparte transforma la República de Italia en Reino de Italia, autoproclamándose rey de Italia y nombrando a su hijo adoptivo, Eugène de Beauharnais como virrey. Este reino fue disuelto tras la abdicación de Napoleón en 1814 como consecuencia de las derrotas sufridas en las guerras Napoleónicas.
- Napoleón I: 1805 - 1814 es coronado con la Corona Férrea de Lombardía en la Catedral del Duomo de Milán, el 26 de mayo de 1805.

Ver: Primer Imperio Francés.

## Reino de Italia (1861-1946)

Escudo de Armas de la Casa de Saboya.

En 1849, Víctor Manuel II fue coronado como rey de Cerdeña y duque de Saboya. Fue este monarca quien tras liderar la Unificación de la mayor parte de la península, consiguió ser coronado Rey de Italia en 1861. Su nieto Víctor Manuel III abdicó en mayo de 1946 a favor del heredero de la Corona, Humberto II, quien gobernó hasta junio de ese año, cuando Italia fue proclamada república.
Desde 1861 hasta 1922, Italia fue una monarquía constitucional con un parlamento elegido mediante sufragios restringidos (en 1913 se celebró el primer sufragio universal masculino).
En política exterior, el Reino de Italia fue mientras tanto excluido (debido a su tardía unificación) del reparto colonial de África en la Conferencia de Berlín. Logra sin embargo establecer algunas débiles colonias en Eritrea, Somalia, Etiopía, Libia, Albania y Tientsin (China).
| Casa de Saboya (1861-1946) |  |                               |                     |                     |                                                        |
|                            |  | Víctor Manuel II (1820-1878)  | 17 de marzo de 1861 | 9 de enero de 1878  | -                                                      |
|                            |  | Humberto I (1844-1900)        | 9 de enero de 1878  | 29 de julio de 1900 | Margarita Teresa de Saboya (1851-1926) casados en 1868 |
|                            |  | Víctor Manuel III (1869-1947) | 29 de julio de 1900 | 9 de mayo de 1946   | Elena de Montenegro (1873-1952) casados en 1896        |
|                            |  | Humberto II (1904-1983)       | 9 de mayo de 1946   | 12 de junio de 1946 | María José de Bélgica (1906-2001) casados en 1930      |

Ver: Casa de Saboya - Unificación italiana - Giuseppe Garibaldi